# Nyceryx alophus
Espèce
Nyceryx alophus est une espèce d'insectes lépidoptères (papillons) de la famille des Sphingidae, sous-famille des Macroglossinae, à la tribu des Dilophonotini, sous-tribu des Dilophonotina, et au genre Nyceryx.  

## Description
L'envergure est d'environ 54 mm. L'aspect de l'imago est très proche de Nyceryx continuums continuums, mais la face dorsale des ailes antérieures est plus bigarrée, avec des lignes plus distinctes. La tache en forme de disque est étroite et allongée et il y a une bande noirâtre sub-basale. La face dorsale de l'aile postérieure présente une zone jaune de base qui atteint la marge intérieure.

## Biologie
Les adultes volent toute l'année.

## Répartition
Nyceryx alophus vole dans les plaines tropicales et subtropicales.
L'espèce est connue au Brésil, en Bolivie, Argentine, Paraguay et en Uruguay.

## Systématique
- L'espèce Nyceryx alophus a été décrite par l'entomologiste français Jean-Baptiste Alphonse Dechauffour de Boisduval, en 1875, sous le nom initial de Perigonia alophus.

### Synonymie
- Perigonia alophus Boisduval, 1875 Protonyme
- Nyceryx alophus tristis Jörgensen, 1934

## Liste des sous-espèces
- Nyceryx alophus alophus (Boisduval, 1875)
- Nyceryx alophus ixion Rothschild & Jordan, 1903